# Brachycerus

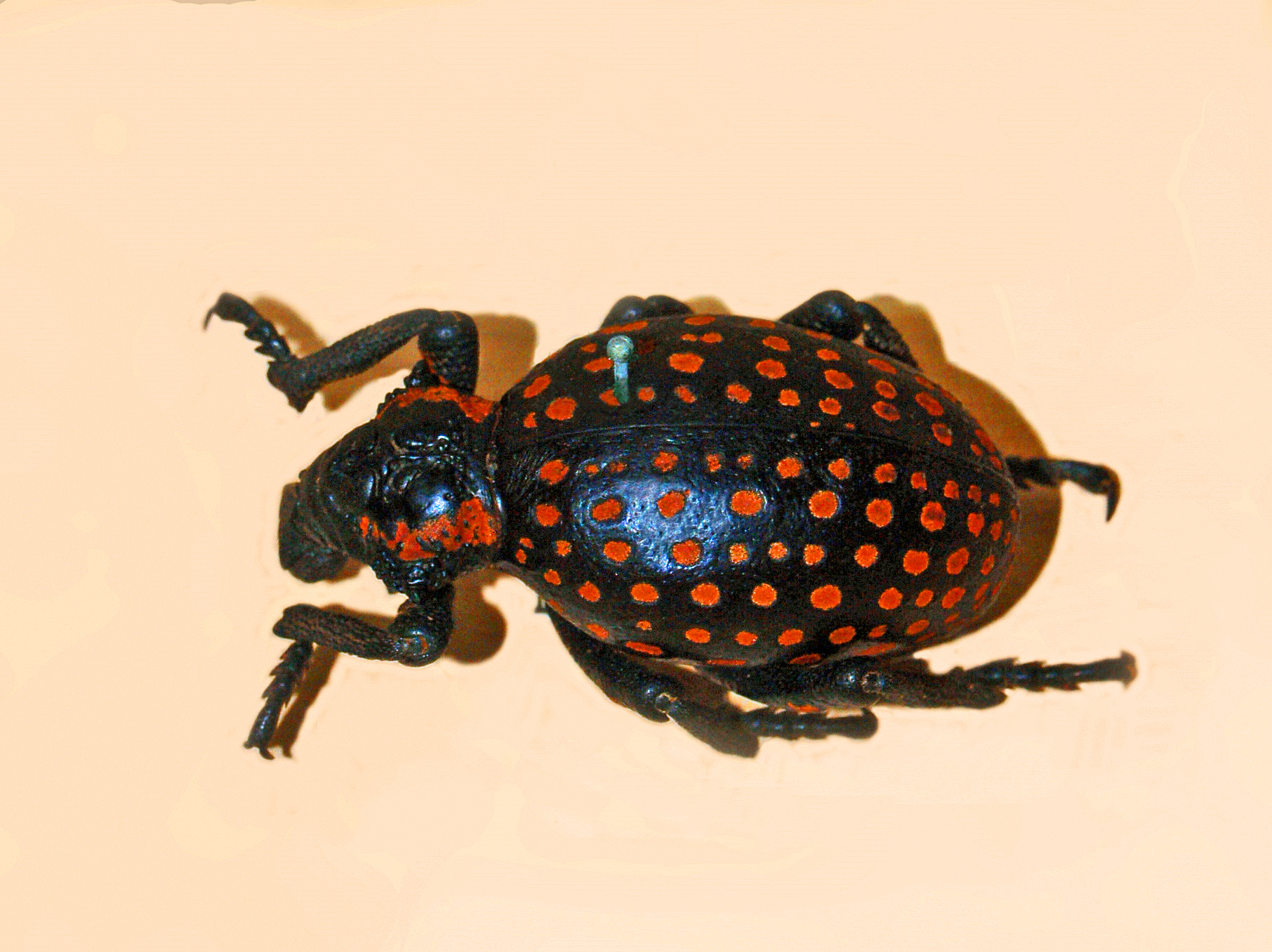
Brachycerus ornatus de África occidental

Brachycerus es un género de escarabajos de la familia Curculionidae. Las larvas viven en el suelo, sobre todo cerca de liliáceas. Las especies del género muestran un protórax muy corto con los élitros prácticamente ovales, muy quitinizados y fuertemente surcados que cubren el abdomen. El fondo es negro. Las antenas son pequeñas y están situadas a cada lado del rostro.

## Especies
Según Catalogue of Life (30 de agosto de 2014): y  GBIF.
- Brachycerus abbreviatus
- Brachycerus accola
- Brachycerus acerbus
- Brachycerus adustus
- Brachycerus advenus
- Brachycerus aegrotus
- Brachycerus aegyptiacus
- Brachycerus affaber
- Brachycerus affixus
- Brachycerus agrestis
- Brachycerus albarius
- Brachycerus albicollis
- Brachycerus albidentatus
- Brachycerus albofasciatus
- Brachycerus albotectus
- Brachycerus algirus
- Brachycerus alpinus
- Brachycerus amabilis
- Brachycerus amatongas
- Brachycerus ambulans
- Brachycerus amplexicollis
- Brachycerus ampullaceus
- Brachycerus anaglypticus
- Brachycerus angusticollis
- Brachycerus angustus
- Brachycerus annulatus
- Brachycerus apicatus
- Brachycerus approximans
- Brachycerus apterus
- Brachycerus arcanus
- Brachycerus argillaceus
- Brachycerus aridus
- Brachycerus armatus
- Brachycerus asparagi
- Brachycerus asper
- Brachycerus atlasicus
- Brachycerus atrox
- Brachycerus attenuatus
- Brachycerus auguris
- Brachycerus auritus
- Brachycerus australis
- Brachycerus axillaris
- Brachycerus baccatus
- Brachycerus balearicus
- Brachycerus barbarus
- Brachycerus bardus
- Brachycerus basidentatus
- Brachycerus basilewskyi
- Brachycerus basuto
- Brachycerus batrachus
- Brachycerus benignus
- Brachycerus besseri
- Brachycerus bicallosus
- Brachycerus bicornutus
- Brachycerus biglobatus
- Brachycerus boei
- Brachycerus boschimanus
- Brachycerus bottegi
- Brachycerus brachyceropsides
- Brachycerus brevicostatus
- Brachycerus brittoni
- Brachycerus buculus
- Brachycerus bufo
- Brachycerus bullatus
- Brachycerus caffer
- Brachycerus callosus
- Brachycerus canalicollis
- Brachycerus canalirostris
- Brachycerus cancellatus
- Brachycerus canus
- Brachycerus capensis
- Brachycerus caperans
- Brachycerus capitalis
- Brachycerus capito
- Brachycerus carbunculus
- Brachycerus carinula
- Brachycerus catenulatus
- Brachycerus caviceps
- Brachycerus cavifrons
- Brachycerus ceratus
- Brachycerus certus
- Brachycerus cervatus
- Brachycerus cicatriculatus
- Brachycerus cincticollis
- Brachycerus cinctipes
- Brachycerus cinerarius
- Brachycerus cinereus
- Brachycerus cinnamomeus
- Brachycerus cirriferus
- Brachycerus cirrosus
- Brachycerus citriperda
- Brachycerus clathratus
- Brachycerus clitellatus
- Brachycerus coecus
- Brachycerus colasi
- Brachycerus collaris
- Brachycerus comatus
- Brachycerus comparabilis
- Brachycerus comtus
- Brachycerus concii
- Brachycerus condignus
- Brachycerus confragosus
- Brachycerus confusus
- Brachycerus congestus
- Brachycerus congoanus
- Brachycerus consimilis
- Brachycerus contextus
- Brachycerus contortus
- Brachycerus contractus
- Brachycerus controversus
- Brachycerus cordiger
- Brachycerus corniculatus
- Brachycerus cornifrons
- Brachycerus cornutus
- Brachycerus coronirostris
- Brachycerus corrosus
- Brachycerus costalis
- Brachycerus costatus
- Brachycerus crenatus
- Brachycerus cribrarius
- Brachycerus crispatirostris
- Brachycerus crispatus
- Brachycerus crispicularis
- Brachycerus cristatus
- Brachycerus curruca
- Brachycerus curtulus
- Brachycerus cylindripes
- Brachycerus damarensis
- Brachycerus deceptor
- Brachycerus deludens
- Brachycerus densegranosus
- Brachycerus desertus
- Brachycerus detritus
- Brachycerus difficilis
- Brachycerus difformis
- Brachycerus discolor
- Brachycerus disjunctus
- Brachycerus dispar
- Brachycerus divergens
- Brachycerus dollmani
- Brachycerus dolosus
- Brachycerus dorsalis
- Brachycerus dorsomaculatus
- Brachycerus draco
- Brachycerus dregei
- Brachycerus dubius
- Brachycerus dumosus
- Brachycerus duplicatus
- Brachycerus ebullinus
- Brachycerus echinatus
- Brachycerus eckloni
- Brachycerus effertus
- Brachycerus egenus
- Brachycerus electilis
- Brachycerus elgonensis
- Brachycerus emeritus
- Brachycerus eminulus
- Brachycerus ephippiatus
- Brachycerus erinaceus
- Brachycerus eritius
- Brachycerus erosicollis
- Brachycerus erosus
- Brachycerus errans
- Brachycerus estriatus
- Brachycerus europaeus
- Brachycerus europoeus
- Brachycerus excisus
- Brachycerus excursus
- Brachycerus exemptus
- Brachycerus exilis
- Brachycerus eximius
- Brachycerus fabricii
- Brachycerus facietatus
- Brachycerus fahraei
- Brachycerus farctus
- Brachycerus fascicularis
- Brachycerus fasciculosus
- Brachycerus fausti
- Brachycerus favillaceus
- Brachycerus ferox
- Brachycerus ferrugatus
- Brachycerus ferrugineus
- Brachycerus fimbriatipes
- Brachycerus fimbriatus
- Brachycerus fischeri
- Brachycerus flavonotatus
- Brachycerus fluctiger
- Brachycerus formidulosus
- Brachycerus fortunatus
- Brachycerus fossulatus
- Brachycerus foveicollis
- Brachycerus foveifrons
- Brachycerus foveolatus
- Brachycerus freudi
- Brachycerus freyi
- Brachycerus frigidus
- Brachycerus frontalis
- Brachycerus fucatus
- Brachycerus fuliginosus
- Brachycerus fumigatus
- Brachycerus furcatus
- Brachycerus gandanus
- Brachycerus gemmatus
- Brachycerus gemmeus
- Brachycerus gemmiferus
- Brachycerus gemmosus
- Brachycerus germanus
- Brachycerus gibbosus
- Brachycerus gilvipes
- Brachycerus glabratus
- Brachycerus glanduliferus
- Brachycerus glandulosus
- Brachycerus globiferus
- Brachycerus globosus
- Brachycerus graecus
- Brachycerus grandicallosus
- Brachycerus granicollis
- Brachycerus granifer
- Brachycerus granirostris
- Brachycerus granosus
- Brachycerus granulatus
- Brachycerus gratulus
- Brachycerus gravis
- Brachycerus griseus
- Brachycerus gryphus
- Brachycerus guineensis
- Brachycerus gyllenhali
- Brachycerus haedus
- Brachycerus hartli
- Brachycerus herteli
- Brachycerus hessei
- Brachycerus hilaris
- Brachycerus hispanicus
- Brachycerus hispidus
- Brachycerus histrio
- Brachycerus hofmanni
- Brachycerus honorabilis
- Brachycerus hoplonotus
- Brachycerus hosticus
- Brachycerus hottentottus
- Brachycerus humeralis
- Brachycerus humilis
- Brachycerus hustachei
- Brachycerus hybridus
- Brachycerus hydropicus
- Brachycerus hypocritus
- Brachycerus hystrix
- Brachycerus ignavus
- Brachycerus imitator
- Brachycerus impendens
- Brachycerus impius
- Brachycerus impressicollis
- Brachycerus impressifrons
- Brachycerus imprudens
- Brachycerus inaequalis
- Brachycerus incanus
- Brachycerus incertus
- Brachycerus incommodus
- Brachycerus incultus
- Brachycerus indutus
- Brachycerus infacetus
- Brachycerus infitialis
- Brachycerus ingratus
- Brachycerus inops
- Brachycerus inordinatus
- Brachycerus inquinatus
- Brachycerus insignis
- Brachycerus insperatus
- Brachycerus instabilis
- Brachycerus insularis
- Brachycerus intermedius
- Brachycerus interpositus
- Brachycerus interpunctatus
- Brachycerus interruptus
- Brachycerus interstitialis
- Brachycerus intutus
- Brachycerus inurbanus
- Brachycerus ixodicoides
- Brachycerus jucundus
- Brachycerus junix
- Brachycerus juvencus
- Brachycerus kabylianus
- Brachycerus karooensis
- Brachycerus kaszabi
- Brachycerus khoikhoianus
- Brachycerus kochi
- Brachycerus koebergensis
- Brachycerus koroquanus
- Brachycerus kumbanensis
- Brachycerus labeculatus
- Brachycerus labrusca
- Brachycerus lacordairei
- Brachycerus lacunatus
- Brachycerus laevifrons
- Brachycerus lafertei
- Brachycerus lascivus
- Brachycerus lateralis
- Brachycerus lateritius
- Brachycerus latifrons
- Brachycerus latro
- Brachycerus laufferi
- Brachycerus lecoquii
- Brachycerus lentus
- Brachycerus lepineyi
- Brachycerus leprosus
- Brachycerus levidipus
- Brachycerus libertinus
- Brachycerus limbatus
- Brachycerus lineata
- Brachycerus lineatus
- Brachycerus litoralis
- Brachycerus lituratus
- Brachycerus lividicollis
- Brachycerus lobaticollis
- Brachycerus loculosus
- Brachycerus lomii
- Brachycerus longirostris
- Brachycerus longiusculus
- Brachycerus longulus
- Brachycerus loquax
- Brachycerus lupatus
- Brachycerus luridus
- Brachycerus lusitanicus
- Brachycerus luteus
- Brachycerus lutosus
- Brachycerus lutulentus
- Brachycerus lyrae
- Brachycerus maculatus
- Brachycerus maculicollis
- Brachycerus maculipes
- Brachycerus maculosus
- Brachycerus madagascariensis
- Brachycerus madecassus
- Brachycerus magnificus
- Brachycerus malaisei
- Brachycerus mamillatus
- Brachycerus manifestus
- Brachycerus margaritaceus
- Brachycerus margaritifer
- Brachycerus marshalli
- Brachycerus mauritanicus
- Brachycerus meracus
- Brachycerus micalis
- Brachycerus microderes
- Brachycerus microps
- Brachycerus millepora
- Brachycerus milleporellus
- Brachycerus mingottii
- Brachycerus modestus
- Brachycerus modicus
- Brachycerus moerens
- Brachycerus moestus
- Brachycerus molestus
- Brachycerus mollis
- Brachycerus monachus
- Brachycerus morio
- Brachycerus morosus
- Brachycerus mouffleti
- Brachycerus muricatus
- Brachycerus murinus
- Brachycerus namanus
- Brachycerus namaqua
- Brachycerus nanus
- Brachycerus natalensis
- Brachycerus nebulosus
- Brachycerus nervosus
- Brachycerus nessebarensis
- Brachycerus nigrofulvus
- Brachycerus nobilis
- Brachycerus nodiferus
- Brachycerus nodifrons
- Brachycerus nodipennis
- Brachycerus nodulosus
- Brachycerus normandi
- Brachycerus nubilus
- Brachycerus nudus
- Brachycerus obesus
- Brachycerus oblongus
- Brachycerus obtusa
- Brachycerus obtusus
- Brachycerus ocellatus
- Brachycerus ochreatus
- Brachycerus ochreosignatus
- Brachycerus oculatus
- Brachycerus olivieri
- Brachycerus omissa
- Brachycerus oniscus
- Brachycerus opacus
- Brachycerus opatrinus
- Brachycerus orbipennis
- Brachycerus ornatus
- Brachycerus ostentatus
- Brachycerus ovatus
- Brachycerus oxonchus
- Brachycerus pachydermus
- Brachycerus papei
- Brachycerus papulosus
- Brachycerus paradoxus
- Brachycerus parcus
- Brachycerus parens
- Brachycerus parilis
- Brachycerus pauper
- Brachycerus peninsularis
- Brachycerus peregrinus
- Brachycerus perfossus
- Brachycerus perlatus
- Brachycerus perodiosus
- Brachycerus perplexus
- Brachycerus perrieri
- Brachycerus persicus
- Brachycerus pertusus
- Brachycerus perversus
- Brachycerus petulcus
- Brachycerus phlyctaenoides
- Brachycerus phrygianus
- Brachycerus phrynopterus
- Brachycerus picturatus
- Brachycerus pictus
- Brachycerus piger
- Brachycerus pilifer
- Brachycerus pimelioides
- Brachycerus pisiferus
- Brachycerus planirostris
- Brachycerus plicatus
- Brachycerus pollinosus
- Brachycerus polymastulus
- Brachycerus polyophthalmus
- Brachycerus porcellus
- Brachycerus poricollis
- Brachycerus posticus
- Brachycerus pradieri
- Brachycerus praecursor
- Brachycerus probus
- Brachycerus prodigus
- Brachycerus productus
- Brachycerus prolatus
- Brachycerus proletarius
- Brachycerus prolixus
- Brachycerus pseudocancellatus
- Brachycerus pseudoscutellatus
- Brachycerus pterygomalis
- Brachycerus puerilis
- Brachycerus pullatus
- Brachycerus pulverulentus
- Brachycerus pulverus
- Brachycerus pumilus
- Brachycerus punctulatus
- Brachycerus punicanus
- Brachycerus pusillus
- Brachycerus pusio
- Brachycerus pustulatus
- Brachycerus pustulosus
- Brachycerus pygmaeus
- Brachycerus quadrata
- Brachycerus quadratus
- Brachycerus quadrisulcatus
- Brachycerus racemus
- Brachycerus raffrayi
- Brachycerus ramosus
- Brachycerus rasicollis
- Brachycerus rectecostatus
- Brachycerus rectinasus
- Brachycerus recurvus
- Brachycerus reductus
- Brachycerus reflexus
- Brachycerus regius
- Brachycerus regularis
- Brachycerus reinhardti
- Brachycerus repertus
- Brachycerus reticulatus
- Brachycerus reticulosus
- Brachycerus retusa
- Brachycerus rhodesianus
- Brachycerus rigidus
- Brachycerus riguus
- Brachycerus rikatlensis
- Brachycerus ritchiei
- Brachycerus rixator
- Brachycerus rothschildi
- Brachycerus rotundatus
- Brachycerus rotundicollis
- Brachycerus rubiginosus
- Brachycerus rudis
- Brachycerus rudolphi
- Brachycerus rufipes
- Brachycerus rufoverrucosus
- Brachycerus rugipes
- Brachycerus rugosus
- Brachycerus rugulosus
- Brachycerus rusticanus
- Brachycerus sacer
- Brachycerus saevus
- Brachycerus saginatus
- Brachycerus salamensis
- Brachycerus sardeus
- Brachycerus saxosus
- Brachycerus scaber
- Brachycerus scabiosus
- Brachycerus scabrosus
- Brachycerus scelestus
- Brachycerus schalowi
- Brachycerus schatzmayri
- Brachycerus schoenherri
- Brachycerus schtazmayri
- Brachycerus scoposus
- Brachycerus scrobicollis
- Brachycerus scrobiculatus
- Brachycerus scrobipennis
- Brachycerus scrobirostris
- Brachycerus scrupulosus
- Brachycerus sculpticollis
- Brachycerus sculpturatus
- Brachycerus scutellaris
- Brachycerus scutipennis
- Brachycerus scutirostris
- Brachycerus sefrensis
- Brachycerus semiaeneus
- Brachycerus semiocellatus
- Brachycerus sericeus
- Brachycerus seriedentatus
- Brachycerus serratus
- Brachycerus setiger
- Brachycerus setipennis
- Brachycerus setosus
- Brachycerus severus
- Brachycerus siculus
- Brachycerus sideratus
- Brachycerus signatus
- Brachycerus signifer
- Brachycerus similaris
- Brachycerus similis
- Brachycerus simplex
- Brachycerus sinuatus
- Brachycerus socors
- Brachycerus sparrmani
- Brachycerus sparsipes
- Brachycerus speciosus
- Brachycerus spilopterus
- Brachycerus spinicollis
- Brachycerus spinifex
- Brachycerus spiniger
- Brachycerus spinipes
- Brachycerus spissus
- Brachycerus spurcus
- Brachycerus squalidus
- Brachycerus squamosus
- Brachycerus stellaris
- Brachycerus stellatus
- Brachycerus stenoderus
- Brachycerus sterilis
- Brachycerus sticticus
- Brachycerus strumosus
- Brachycerus stygius
- Brachycerus suahilicus
- Brachycerus subfasciatus
- Brachycerus subglobosus
- Brachycerus sublaevis
- Brachycerus subvariolatus
- Brachycerus subverrucosus
- Brachycerus sulcaticeps
- Brachycerus sulcicollis
- Brachycerus sulcifrons
- Brachycerus sulphuratus
- Brachycerus superciliosus
- Brachycerus suspiciosus
- Brachycerus suturalis
- Brachycerus tauriculus
- Brachycerus tauricus
- Brachycerus tectus
- Brachycerus tenebrosus
- Brachycerus tergosignatus
- Brachycerus terrenus
- Brachycerus tessellatus
- Brachycerus tetragona
- Brachycerus texatus
- Brachycerus thunbergii
- Brachycerus tigripes
- Brachycerus torosus
- Brachycerus torridus
- Brachycerus torvus
- Brachycerus transiens
- Brachycerus transversefoveatus
- Brachycerus transversus
- Brachycerus tremens
- Brachycerus trepidus
- Brachycerus trifoveatus
- Brachycerus tropicalis
- Brachycerus tuberculatus
- Brachycerus tuberculosus
- Brachycerus tuberosus
- Brachycerus turbatus
- Brachycerus turgidus
- Brachycerus turriferus
- Brachycerus tursio
- Brachycerus tutus
- Brachycerus ulcerosus
- Brachycerus umbrinus
- Brachycerus undatus
- Brachycerus ungulatus
- Brachycerus urens
- Brachycerus uva
- Brachycerus uvula
- Brachycerus vacca
- Brachycerus vagabundus
- Brachycerus valentulus
- Brachycerus validus
- Brachycerus vansomereni
- Brachycerus variegatus
- Brachycerus variipictus
- Brachycerus variolosus
- Brachycerus varius
- Brachycerus velutinus
- Brachycerus ventralis
- Brachycerus venustus
- Brachycerus verecundus
- Brachycerus vermiculatus
- Brachycerus verrucifer
- Brachycerus verrucipennis
- Brachycerus verrucosiusculus
- Brachycerus verrucosus
- Brachycerus verruculatus
- Brachycerus verruculosus
- Brachycerus versicolor
- Brachycerus vespertilio
- Brachycerus vestitus
- Brachycerus vexator
- Brachycerus viduatus
- Brachycerus vigilans
- Brachycerus virgatus
- Brachycerus vitiosus
- Brachycerus vulsus
- Brachycerus wahlbergi
- Brachycerus westermanni
- Brachycerus zaninii
- Brachycerus zeyheri